# Будник Андрій Іванович
Андрій Іванович Будник (29 квітня 1975) — український футболіст, що грав на позиції півзахисника. Відомий насамперед за виступами в команді вищої української ліги «Прикарпаття» з Івано-Франківська.

## Клубна кар'єра
Андрій Будник розпочав виступи на футбольних полях у 1994 році в складі аматорської команди «Гарай» із Жовкви. Наступного року жовквівська команда стартувала в другій українській лізі. У складі «Гарая» Будник грав до кінця 1997 року. На початку 1998 року футболіст отримав запрошення від команди вищої української ліги «Прикарпаття» з Івано-Франківська. У складі івано-франківської команди Будник грав до кінця 1998 року, та зіграв у вищій лізі 25 матчів. На початку 1999 року Андрій Будник грав у складі аматорської команди «Динамо» зі Львова, а в червні 1999 року повернувся до «Прикарпаття», та взяв участь у перехідному матчі за право виступів у вищій лізі з командою першої ліги «Черкаси». Невдовзі футболіст перейшов до команди другої ліги «Поділля» з Хмельницького, а на початку 2000 року знову став гравцем львівського «Динамо», яке на цей час набуло професійного статусу, та грало в другій лізі.
На початку сезону 2000—2001 років Андрій Будник стає гравцем клубу другої ліги «Красилів», який у 2002 році здобув путівку до першої ліги. Будник грав у складі красилівського клубу до кінця сезону 2003—2004 років, зіграв у його складі 108 матчів. На початку сезону 2004—2005 років футболіст знову стає гравцем хмельницького «Поділля», яке на той час повернулось до першої ліги. На початку 2007 року Будник знову став гравцем івано-франківської команди, яка на той час вибула до першої ліги, та виступала під назвою «Спартак». Після втратою «Спартаком» місця в першій лізі та переформатування команди футболіст повернувся до складу «Поділля», яке на той час вибуло до другої ліги. У 2008 році футболіст грав у складі команди другої ліги «Динамо» з Хмельницького, яке замінило «Поділля» у професійній лізі, після цього Будник у професійних командах не грав, і до 2019 року грав у аматорських командах Хмельницької області.